# Mosquer de cresta taronja
El mosquer de cresta taronja (Myiophobus phoenicomitra) és un ocell de la família dels tirànids (Tyrannidae).

## Hàbitat i distribució
Habita els boscos de les terres baixes al nord-oest de Colòmbia, oest i est de l'Equador i nord del Perú.